# Puig Sobirà (Odèn)
El Puig Sobirà és una muntanya de 1.937,6 metres que es troba al municipi d'Odèn, a la comarca del Solsonès. El 29 de setembre de 2018, durant la festa major de Canalda, membres de la Comissió Cultural Canalda 1.100 anys i del Centre Excursionista del Solsonès van col·locar un indicador metàl·lic de grans dimensions on apareix el nom del cim i la seva altura en vertical i està coronat per una silueta de l'església de Canalda i la inscripció "Canalda 1.100 anys".
Al cim occidental de 1923.3 metres s'hi pot trobar un vèrtex geodèsic (referència 273090001). Degut a la seva presència els excursionistes acostumaven a anar-hi sense adonar-se'n que no era el punt més alt.
Aquest cim està inclòs al llistat dels 100 cims de la FEEC.